# Костадин Попстанков
Костадин (Константин, Кочо) Попстанков или Поп Кочо е православен духовник от Южна Македония.

## Биография
Костадин Попстанков е ръкоположен през 1882 година от гръцки архиерей и служи в родния си Енидже Вардар (Па̀зар) като патриаршистки енорийски свещеник до 1909 година, когато Българската екзархия признава протойерейското му достойнство и започва да служи на български.
„Свещеник в нашия район на град Енидже Вардар, докато заминем за България, беше поп Кочо. Но вече богослужението се извършваше на гръцки. Когато на Богоявление обикаляше къщите да прави водосвет, у нас го извършваше на славянобългарски.“ Този свещеник според Григор Стефанов е по фамилия Станков и е баща на Дионис Станков и други три деца – двама братя, установили се в Горна Джумая, и друга сестра. Това вероятно са:
- Дионисий Попстанков, български химик[3]
- Станчо (Стамко) Попкочев, деец на ВМРО, който след завземането на областта от Гърция се изселва в България. Участва във възстановяването на ВМРО, делегат е от ениджевардарска околия на Солунския окръжен конгрес на ВМРО в 1924 година[4] и е сред организаторите на защитата в Петричко по време на Петричкия инцидент от 1925 година.
- Григор Попстанков, който вероятно през Първата световна война е запасен подпоручик, взводен командир в Двадесет и шести пехотен пернишки полк. За бойни отличия и заслуги във войната е награден с орден „За храброст“, IV степен.[5]

Според Георги Божков от Енидже Вардар: „Не всички попове бяха еднакви. Някои от тях беха безстрашни, други ставаха ту българи, ту гърци, като поп Кърджа и поп Кочо Киркитов“.